# Station Grudziądz Przedmieście
Station Grudziądz Przedmieście is een spoorwegstation in de Poolse plaats Grudziądz.